# Zhang Yan (biathlon)
Dans ce nom chinois, le nom de famille, Zhang, précède le nom personnel.
Pour les articles homonymes, voir Zhang Yan et Zhang.
Zhang Yan (en chinois : 张岩) est une biathlète chinoise, née le 10 mai 1992 à Siping.

## Biographie
En 2009, elle remporte deux titres mondiaux chez les jeunes, ceux du sprint et de l'individuel.
Elle fait ses débuts en Coupe du monde lors de la saison 2011-2012. Elle marque ses premiers points la saison suivante en terminant 16e de la poursuite d'Oberhof. Ensuite, aux Championnats du monde, elle égale cette performance sur l'individuel. 
En 2014, elle participe aux Jeux olympiques de Sotchi, se classant 49e du sprint, 53e de la poursuite, 46e de l'individuel, tandis que le relais n'est pas classé.
Elle revient aux Jeux olympiques en 2018 à Pyeongchang, où son meilleur résultat est une 38e place au sprint.
Aux Championnats du monde de biathlon d'été 2019, elle remporte son premier titre chez les séniors en gagnant la poursuite.

## Palmarès

### Jeux olympiques d'hiver
| Épreuve / Édition                | Individuel | Sprint | Poursuite | Départ en masse | Relais | Relais mixte |
| Jeux olympiques 2014 Sotchi      | 46e        | 49e    | 53e       | —               | 15e    | —            |
| Jeux olympiques 2018 Pyeongchang | 59e        | 38e    | 45e       | —               |        |              |

Légende :
- — : épreuve non disputée par Zhang Yan

### Championnats du monde
| Épreuve / Édition          | Individuel | Sprint | Poursuite | Départ en masse | Relais | Relais mixte |
| Mondiaux 2012 Ruhpolding   | 78e        | 91e    | —         | —               | 25e    | —            |
| Mondiaux 2013 Nové Město   | 16e        | 32e    | 24e       | 25e             | 16e    | —            |
| Mondiaux 2015 Kontiolahti  | 42e        | 63e    | —         | —               | 18e    | 22e          |
| Mondiaux 2016 Holmenkollen | 47e        | 45e    | 59e       | —               | 22e    | —            |
| Mondiaux 2017 Hochfilzen   | 19e        | 69e    | —         | —               | —      | —            |
| Mondiaux 2019 Östersund    | 27e        | 37e    | 31e       | —               | 17e    | 18e          |
| Mondiaux 2020 Anterselva   | 72e        | —      | —         | —               | —      | 18e          |

Légende :
- — : n'a pas participé à l'épreuve

### Coupe du monde
- Meilleur classement général : 51e en 2013.
- Meilleur résultat individuel : 16e.

#### Classements annuels
| Année     | Classement général final |
| 2012-2013 | 51e                      |
| 2013-2014 | 90e                      |
| 2015-2016 | 66e                      |
| 2016-2017 | 80e                      |
| 2018-2019 | 78e                      |

### Championnats du monde jeunesse
- Médaille d'or du sprint et de l'individuel en 2009.

### Championnats du monde de biathlon d'été
- Médaille d'or de la poursuite en 2019.

### Jeux asiatiques
- Médaille d'argent du sprint et de la poursuite en 2017.